# Jan Bočan

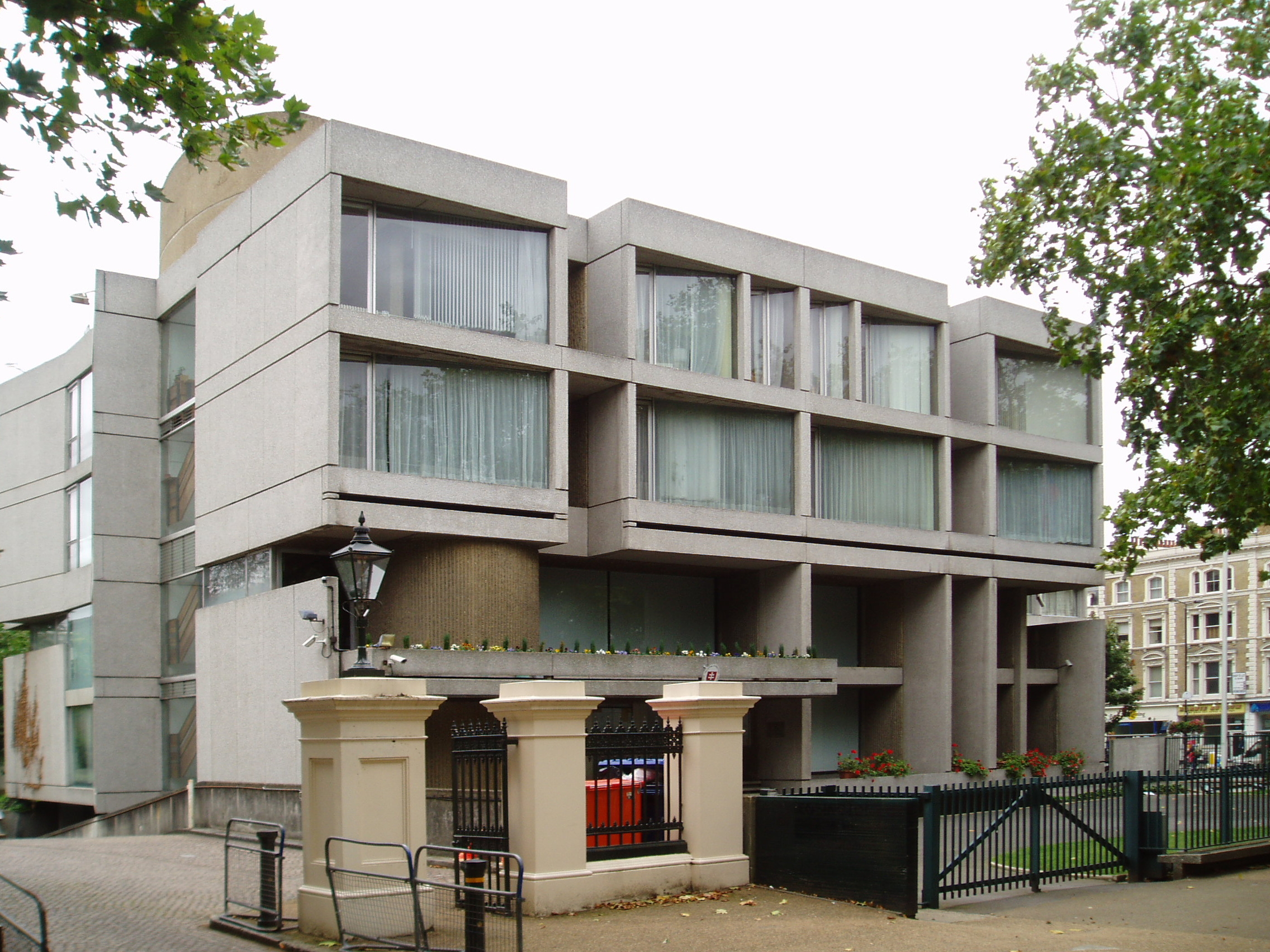
Jan Bočan byl také spoluautorem nových budov československé ambasády v Londýně, které v roce 1971 získaly Cenu Královského institutu britských architektů (RIBA); zobrazená budova je nyní slovenským velvyslanectvím

Jan Bočan (17. října 1937 Český Brod – 7. prosince 2010) byl český architekt a vysokoškolský pedagog.

## Život
V roce 1962 absolvoval Fakultu architektury ČVUT v Praze, kam se v roce 1990 vrátil jako vedoucí svého ateliéru. 2. května 2006 byl prezidentem republiky jmenován profesorem.
Mj. je spoluautorem nové budovy pražského hlavního nádraží ze 70. let, pražského hotelu InterContinental, pražského sídliště Velká Ohrada nebo několika budov zastupitelských úřadů (např. velvyslanectví v Londýně, Brasílii a Tbilisi).
Seznam významných realizací:
- Rekreační chata na Slapech, 1962, autor: Bočan
- Československé velvyslanectví v Londýně, 1971, autoři: Šrámek, Bočan Štěpánský
- Československé velvyslanectví ve Stockholmu, 1972, autoři: Bočan, Rothbauer, Šrámek
- Československé velvyslanectví v Brasilii, 1973, autoři: Filsak, Šrámek, Bočan
- Hlavní nádraží v Praze, 1973, autoři: Bočan, Danda, Šrámková, Šrámek
- Hotel Intercontinentál v Praze, 1974, autoři: Bočan, Šrámek, Rothbauer, Hřivnáč, Novotný
- Rodinná dvojvila v Praze na Babě, 1977, autor: Bočan
- Sídliště Velká Ohrada na Jihozápadním Městě v Praze, začátek realizace 1978, autor: Bočan, Rothbauer
- Diplomatická čtvrť Troja, začátek realizace 1989, autor: Bočan
- Polyfunkční dům v Kouřimi, 1998, autoři: Bočan, Škarda
- České velvyslanectví ve Tbilisi, 2005, autoři: Bočan, Koňata, Tomášek, Braum, Strach, Hilský, Seidl, Císler

V roce 1971 byla jemu a kolektivu spoluautorů udělena Cena za nejlepší realizaci roku v Londýně od Unie britských architektů RIBA. Realizace ambasády ve Tbilisi byla oceněna Svazem architektů a Ministerstva výstavby Gruzie v roce 2005. V roce 2009 mu byla českou Obcí architektů udělena Grand Prix architektů za celoživotní dílo.
Jeho dcerou je herečka Mahulena Bočanová.